# Rhône (rivier)
De Rhône (Latijn: Rhodanus; Franse uitspraak: [ʁon] uitspraakⓘ) is een rivier in Zwitserland en Frankrijk. De Rhône heeft op de Nijl na het grootste debiet van alle rivieren die in de Middellandse Zee uitmonden. Het is 812 kilometer lang (267 kilometer in Zwitserland en 545 kilometer in Frankrijk) en haar stroomgebied meet 98.000 km².
De grootste zijrivier is de Saône en de voornaamste steden aan de rivier zijn Genève, Lyon en Avignon. Haar delta vormt de Camargue. De Rhônevallei staat bekend als een vooraanstaand wijnbouwgebied.

## Stroomverloop
De Rhône ontspringt uit de Rhônegletsjer bij de Furkapas in het noordoosten van het Zwitserse kanton Wallis (Valais) en stroomt van daar in zuidwestelijke richting. De grenzen van het kanton komen overeen met die van het stroomgebied van de rivier. Tot Brig heet het hooggebergtedal Goms en de rivier zelf wordt er Rotten genoemd. Bij Brig verbreedt het dal zich sterk. De rivier stroomt nu naar het westen. Noordelijk liggen de Berner Alpen en zuidelijk de Walliser Alpen. De grootste plaatsen op dit traject zijn Brig, Sion en Martigny, waar de rivier een scherpe bocht naar het noordwesten maakt. 40 km verder mondt de Rhône uit in het meer van Genève.
De Rhône verlaat het meer bij Genève om enkele kilometers zuidwestelijker de grens met Frankrijk te passeren. Rechts ligt nu de zuidelijke Jura, links Savoie.
Vooral in het deel van de bovenloop tot aan het meer van Genève, maar ook nog in Genève, stroomt de Rhône snel.
Bij Lyon voegt zich de Saône bij de rivier en stroomt de Rhône definitief verder naar het zuiden. Hier begint de benedenloop, die goed bevaarbaar is.
Op dit traject, omzoomd door wijnhellingen, monden achtereenvolgens de Saône, de Isère, de Drôme, de Ardèche, de Eygues, de Durance en de Gard, uit in de Rhône. Voor de monding van de Durance ligt de stad Avignon. Voor Arles splitst de rivier zich in de Grand-Rhône en de Petit-Rhône, de grootste armen van de delta die de Rhône vanaf hier vormt. Dit gebied heet de Camargue.
De Rhône mondt uit in de Golfe du Lion, die deel uitmaakt van de Middellandse Zee.

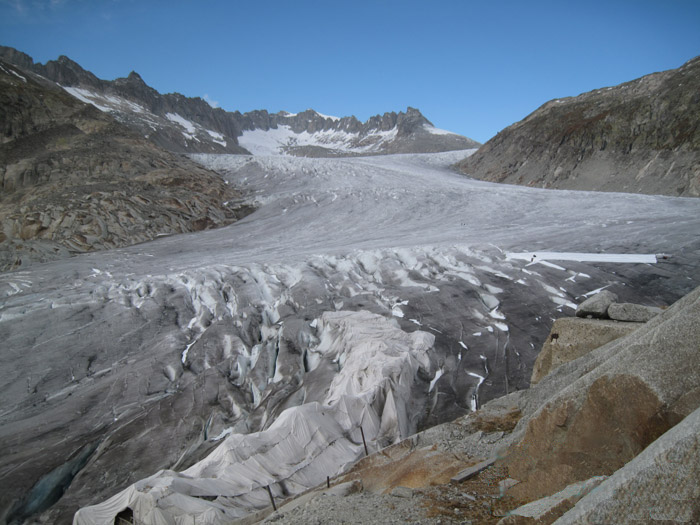
De Rhônegletsjer in 2010
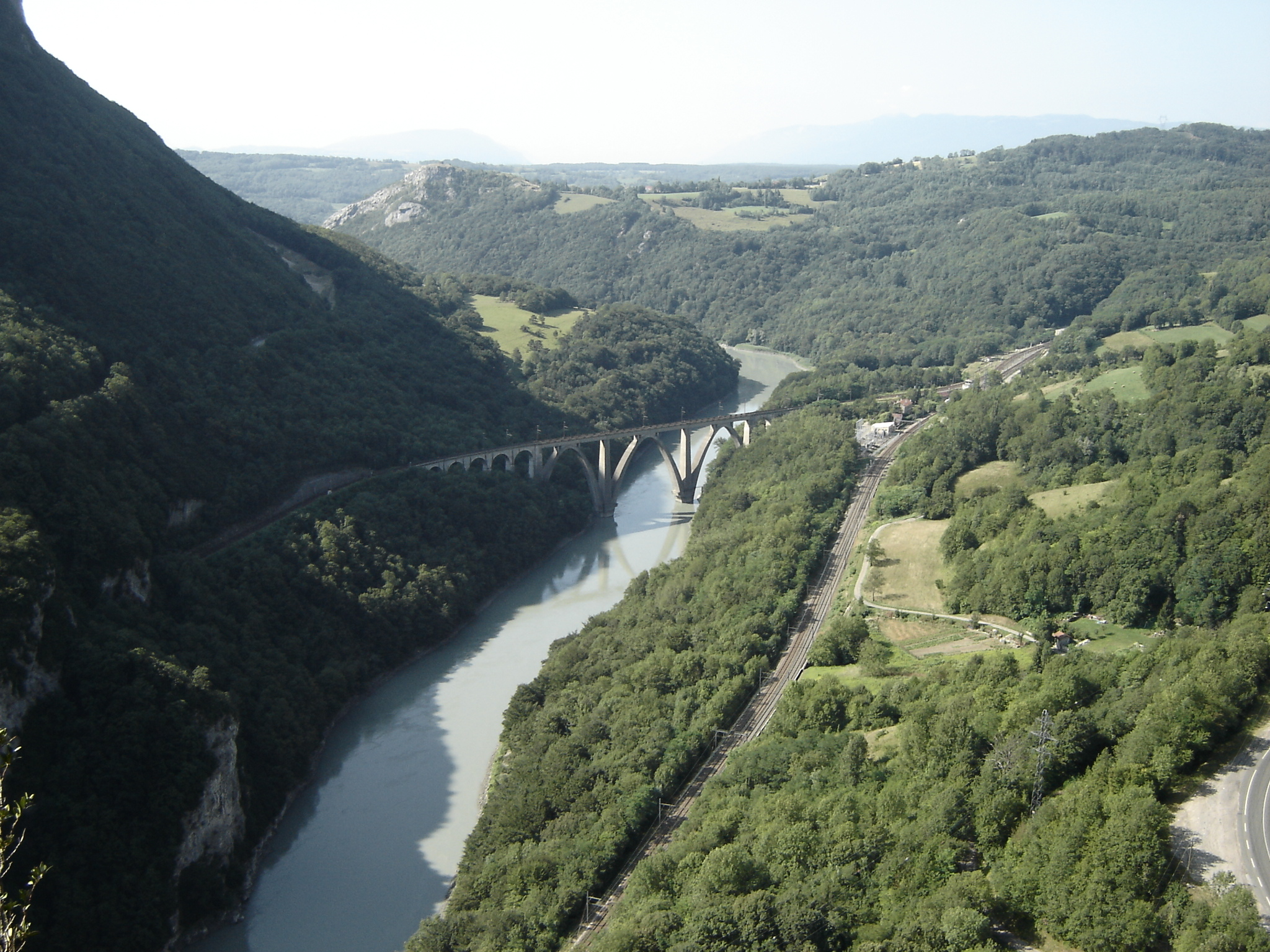
De Rhône in de défilé de l'Écluse (défilé = bergpas) bij de Zwitsers-Franse grens
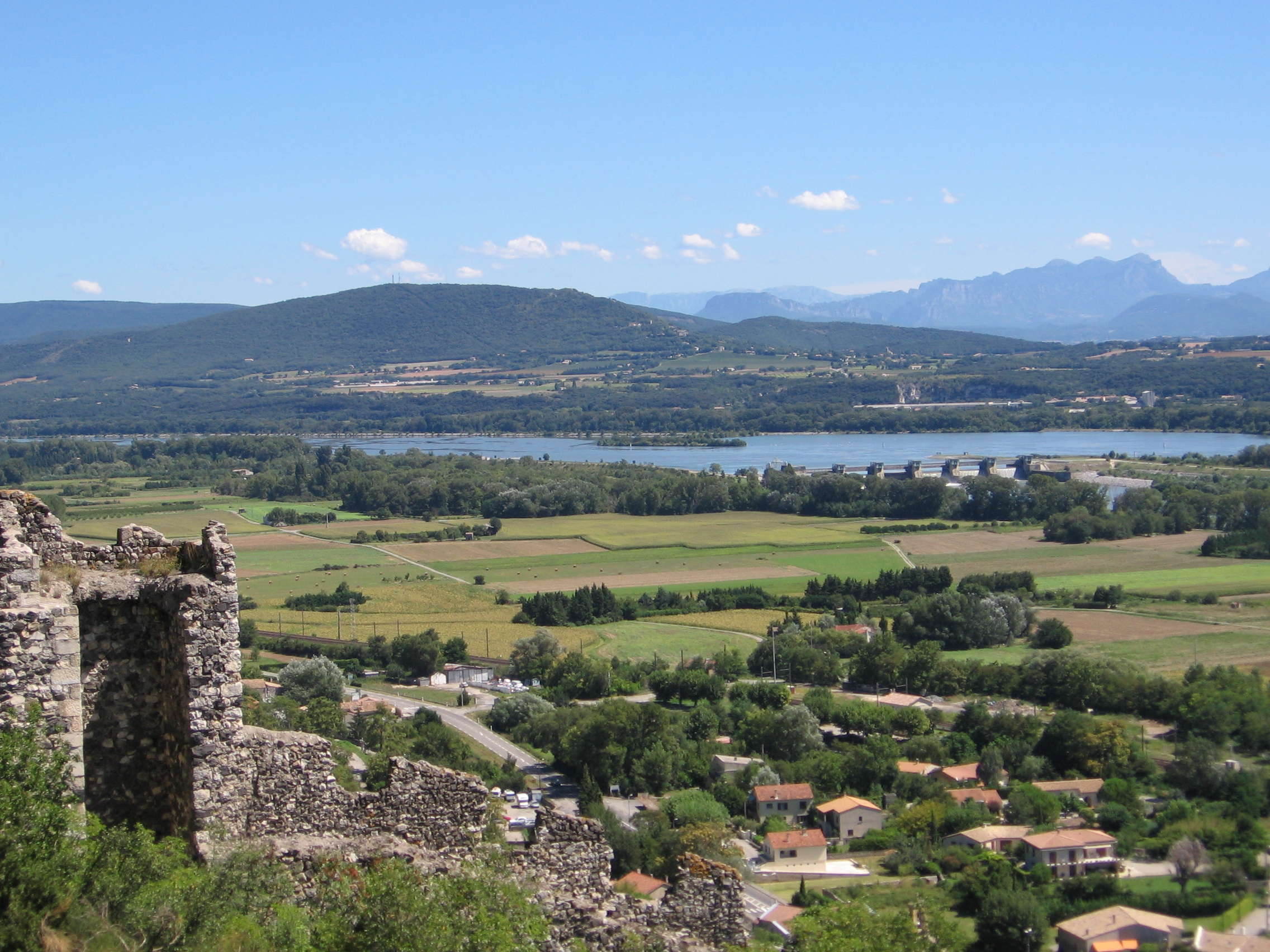
Uitzicht op de Rhônevallei bij Montélimar
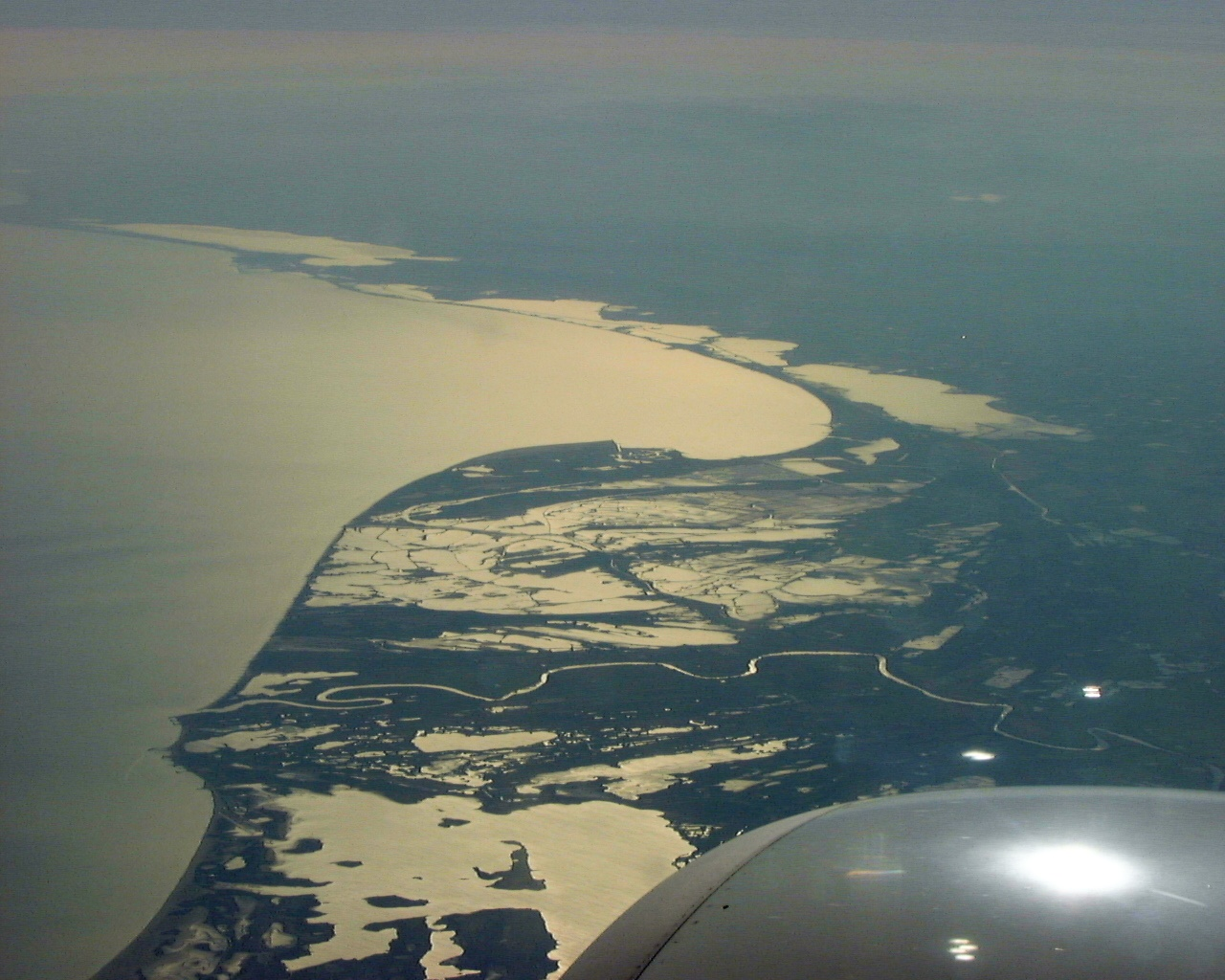
De Rhônedelta vanuit de lucht

## Drainagepatroon

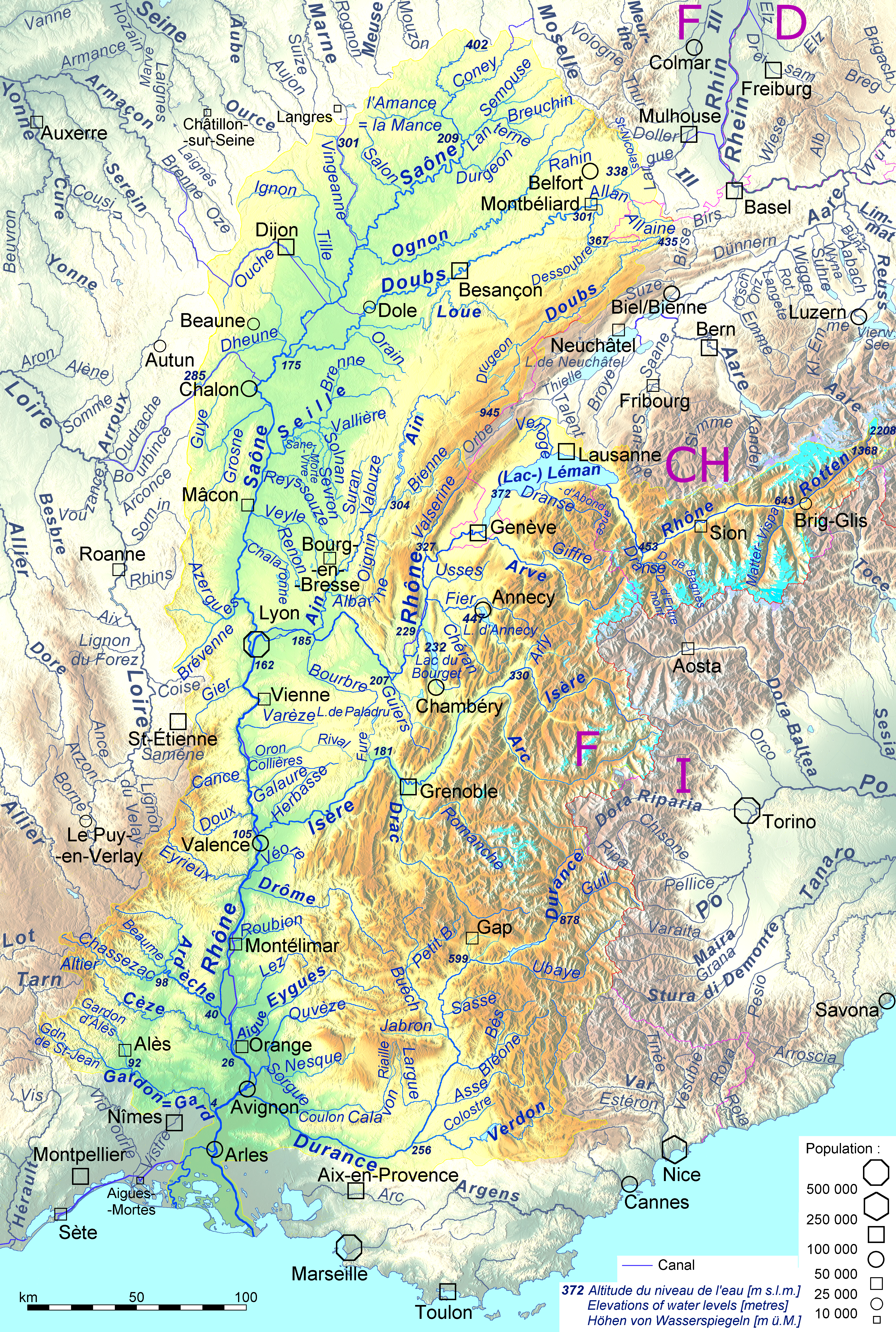
Het drainagepatroon van de Rhône, met alle waterlopen langer dan 36 km

## Overstromingen
De Rhône is berucht door de catastrofale overstromingen, zoals in 1812, 1840, 1856 en 1993.

## Mistral
Koude lucht uit noordelijk Europa, die door het lagedrukgebied boven de Middellandse Zee wordt aangezogen, wordt in het nauwe Rhônedal vaak een beruchte wind of storm, de mistral.